# Franz Käfer
Franz Käfer (* 22. September 1891 in Ederding; † 22. September 1962 in St. Pölten)  war ein österreichischer Politiker (SDAPDÖ, später KPÖ) und 26. Bürgermeister von St. Pölten.

## Leben
Franz Käfer wurde am 22. September 1891 als Sohn eines Arbeiters in Ederding bei Herzogenburg geboren. Er hatte neben einer Zwillingsschwester zwei ältere Brüder. Nach dem Besuch der Schule absolvierte er die Heizerprüfung und arbeitete von 1921 bis 1934 in der Glanzstofffabrik in St. Pölten. 1922 wurde er Obmann des Glanzstoff-Betriebsrates, 1927 Gemeinderat in St. Pölten. Beide Funktionen hatte er bis zur Auflösung der SDAPÖ 1934 inne.
Käfer war seit 1932 Kommandant des republikanischen Schutzbundes für die Abteilung Wagram. Nach dem österreichischen Bürgerkrieg wurde er verhaftet und verbüßte eine zehnmonatige Haftstrafe wegen Hochverrats. Enttäuscht durch diese Ereignisse trat er 1935 der verbotenen KPÖ bei. Nach dem Anschluss Österreichs arbeitete er wieder als Heizer in der Glanzstofffabrik, trat jedoch nicht der NSDAP bei. Deshalb wurde er am 1. September 1939 im Konzentrationslager Buchenwald inhaftiert und verblieb dort bis 1942. Danach ging er wieder seinem Beruf als Heizer nach, musste sich jedoch jeden dritten Tag bei der Polizei melden.
Mit der Besetzung St. Pöltens 1945 wurde die KPÖ wieder legal, Käfer leitete die Aufstellung einer Hilfspolizei. Am 16. Mai 1945 wurde er vom Stadtkommandanten der Roten Armee zum Bürgermeister ernannt. Im Dezember desselben Jahres legte er sein Amt nieder um eine Neubildung zugrunde der vorangegangenen Wahl zu ermöglichen. Diese hatte Wilhelm Steingötter mit der SPÖ gewonnen. Dieser Rücktritt wurde jedoch von der Besatzungsmacht nicht akzeptiert und sowohl er als auch alle Gemeinderäte blieben im Amt. Erst nach der nächsten Wahl 1950 übergab er das Amt an seine Nachfolger. Er war danach noch längere Zeit als Stadtrat für das Schulwesen tätig. Er verstarb am 22. September 1962 in St. Pölten.

## Ehrungen
- Franz-Käfer-Straße in St. Pölten – Wagram